# ONE FU ALL, ALL FU ONE
「ONE FU ALL, ALL FU ONE」（ワンフーオールオールフーワン）は、2023年10月11日に発売された風男塾の8thアルバム。

## 概要
メンバーは、柚希関汰、英城凛空、葉崎 アラン、天堂太陽、胡桃沢鼓太郎、凰紫丈源、赤星良宗。

## 収録曲
テイチクレコード公式サイト内の紹介ページによる。

### 通常版
1. 君とならば、僕らならば
作詞・作曲：高木誠司 / 編曲：桑田健吾
2. 君日和
作詞・作曲：大橋莉子・Uio / 編曲： Uio・大橋莉子
32ndシングル。TBS系「プレバト!!」2023年6-7月度エンディングテーマ。
3. ガムシャラダッシュ!
作詞・作曲・編曲：木下龍平
関西テレビ「フットマップ」2023年10月度エンディングテーマ。
4. ガンバーレ!（active member ver.）
作詞・作曲：はなわ / 編曲：小林俊太郎
5. My Radio Star
作詞：成田忍 / 作曲・編曲：KOH
6. マンボウ
作詞：HIRO] / 作曲：平間光 / 編曲：小林樹音
7. Baby U
作詞：藤原優樹 / 作曲・編曲：Uio
31stシングル。テレ玉「ドレスキーとコレスキー」2022年12月度オープニングテーマ。
8. 失恋ジェラテリア
作詞・作曲・編曲：成田忍
9. The Sky
作詞・作曲・編曲：成田忍
10. Jellyfish
作詞：藤原優樹 / 作曲・編曲：Uio
BSフジ韓国ドラマ「魔女は生きている」エンディングテーマ。
11. 勝つんだ!（punk ver.）
作詞・作曲：はなわ / 編曲：高慶 "CO-K" 卓史

### 初回限定盤A
CD
1. 君とならば、僕らならば
2. 君日和
3. ガムシャラダッシュ!
4. ガンバーレ!（active member ver.）
5. My Radio Star
6. マンボウ
7. Baby U
8. 失恋ジェラテリア
9. The Sky
10. Jellyfish
11. 勝つんだ!（punk ver.）
12. オリジナルボイスドラマ「NEVER GIVE UP!［against］the wind〜中野風男子学園放送部〜」

DVD
1. ONE FU ALL, ALL FU ONE ジャケット撮影メイキング

### 初回限定盤B
CD
1. 君とならば、僕らならば
2. 君日和
3. ガムシャラダッシュ!
4. ガンバーレ!（active member ver.）
5. My Radio Star
6. マンボウ
7. Baby U
8. 失恋ジェラテリア
9. The Sky
10. Jellyfish
11. 勝つんだ!（punk ver.）
12. オリジナルボイスドラマ「NEVER GIVE UP!［against］the wind〜中野風男子学園放送部〜」

特典
1. フォトブック（24P）